# Filtr pulsacyjny
Filtr pulsacyjny – filtr akwarystyczny zewnętrzny biologiczny, w którym ciągły obieg wody przez filtr wymuszony pompą zastąpiono następującymi po sobie cyklami napełniania i opróżniania filtra.

## Budowa
Budowa filtra pulsacyjnego jest podobna do większości filtrów kubełkowych jedyną różnicą jest dodatkowy układ sterowniczo hydrauliczny umożliwiający naprzemienne - pulsacyjne - napełnianie filtra wodą z akwarium i następnie jego opróżnianie z jednoczesnym napełnianiem powietrzem.

## Zasada działania
Filtr pulsacyjny zasysa wodę z akwarium i zalewa nią całkowicie złoże filtracyjne, następnie gdy woda osiągnie maksymalny dopuszczalny konstrukcją filtra poziom następuje odcięcie dopływu wody i wylanie wody znajdującej się w filtrze z powrotem do akwarium, w tym samym czasie gdy woda jest wypompowywana komora ze złożem filtracyjnym napełnia się powietrzem zapewniając doskonałe natlenienie złoża i zamieszkujących je kolonii bakterii nitryfikacyjnych. Fakt cyklicznego - pulsacyjnego - napełniania filtra powietrzem ma kapitalne znaczenie dla podniesienia wydajności filtra, zapewnia bakteriom nitryfikacyjnym ciągłe, niezależne od warunków panujących w akwarium dotlenienie. Filtry pulsacyjne są wydajnością zbliżone do złóż zraszanych, na których ich zasada działania jest wzorowana. Niestety są filtrami znacząco droższymi od filtrów, w których nie zastosowano pulsacji, dlatego też są mniej popularne wśród akwarystów.